# Typhlodromus cotoneastri
Typhlodromus cotoneastri är en spindeldjursart som beskrevs av Wainstein 1961. Typhlodromus cotoneastri ingår i släktet Typhlodromus och familjen Phytoseiidae. Inga underarter finns listade i Catalogue of Life.